# گاسفورد پارک
گاسفورد پارک (به انگلیسی: Gosford Park) فیلمی بریتانیایی در سبک معمایی به کارگردانی رابرت آلتمن محصول سال ۲۰۰۱ است.
این فیلم در باکس آفیس موفق بود و بیشتر از ۸۷ میلیون دلار در سینماهای جهان درآمد ناخالص کسب کرد و دومین فیلم موفق آلتمن پس از مش شد.

## خلاصه داستان
«سر ویلیام مکور دل» (گامبن) و همسرش، «لیدی سیلویا» (اسکات تامس)، زوج ثروتمند بریتانیایی، تعداد زیادی از دوستان، نزدیکان و خویشان خود را برای یک هفته شکار و استراحت، به ملک اربابی شان دعوت می‌کنند. تعدادی پیشخدمت زن و مرد هم مشغول پذیرایی و در ضمن شاهد ماجراهای مهمانان هستند…

## جوایز
این فیلم برنده اسکار بهترین فیلمنامه غیر اقتباسی و کاندیدای پنج اسکار دیگر (کاندیدای اسکار بهترین طراحی لباس-کاندیدای اسکار بهترین طراحی هنری-کاندیدای اسکار بهترین کارگردانی-کاندیدای اسکار بهترین بازیگر نقش مکمل زن-کاندیدای اسکار بهترین فیلم) در سال ۲۰۰۳ شد.

## بازیگران
- مایکل گمبون
- استیون فرای
- درک جاکوبی
- هلن میرن
- کلایو اوون
- رایان فیلیپ
- مگی اسمیت
- امیلی واتسون
- آلن بیتس
- کلی مکدونالد
- کریستین اسکات توماس
- چارلز دنس
- مگ وین اوون
- تریسا چرچر